# Francesco Bagnara
Francesco Bagnara (Vicenza, 1784 – Venezia, 21 ottobre 1866) è stato uno scenografo, decoratore e architetto del paesaggio italiano.

## Biografia
Di origini modeste, iniziò a lavorare come decoratore di camere. Successivamente, grazie all'interessamento del conte Germanico Angaran, si stabilì a Venezia; qui studiò con Giuseppe Borsato, aiutandolo a decorare palazzi e a dipingere gli scenari per il teatro La Fenice. Verso il 1812, favorito dalla protezione dei conti Angelo e Spiro Papadopoli, decise di mettersi in proprio lavorando per il teatro San Moisè e per il teatro San Benedetto; riscosse un successo tale che in breve divenne lo scenografo ufficiale della Fenice, alternandosi a Tranquillo Orsi.

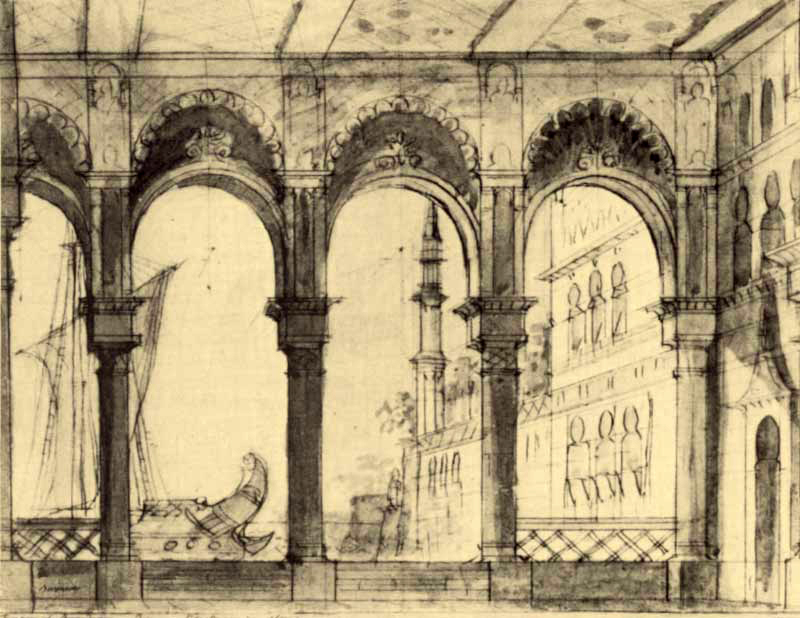
Scenografia per la prima de L'italiana in Algeri.

Tra le opere di questo periodo, si ricordano gli allestimenti per le opere di Gioachino Rossini (Eduardo e Cristina, Il barbiere di Siviglia, La Cenerentola, L'assedio di Corinto, Mosè in Egitto, La gazza ladra) e di Vincenzo Bellini (I Capuleti e i Montecchi). Secondo quanto riferito dal suo elogio funebre, nell'arco di vent'anni il Bagnara avrebbe realizzato circa 1100 scenari.
Fu attivo anche per i teatri di provincia, i quali di solito non potevano permettersi un allestimento per ogni opera rappresentata, ma si dotavano di una riserva di scenari (non più di una decina) che potevano essere riproposti in diverse occasioni. In questo senso rifornì le strutture di Treviso, Vicenza, Bassano, Belluno, Rovigo, Legnago, Montagnana, Cittadella, Capodistria e nel 1821 inviò dei bozzetti per quella di Lubiana.
Si tratta ovviamente di opere effimere di cui non resta nulla, ma è possibile trarre alcune considerazioni stilistiche da una raccolta di bozzetti ad acquarello divisi in cinque album conservati al Museo Correr. Si può notare come l'arte del Bagnara sia inizialmente legata alla tradizione settecentesca, neoclassica, per poi evolvere verso il romanticismo. Di solito l'artista non badava troppo della verosimiglianza storica; per esempio, gli scenari per l'Achille di Sebastiano Nasolini presentavano tratti gotici, mentre si ha notizia di una Sonnambula ambientata in un foro romano.
In quanto pittore di teatro si occupava anche di "macchine", ovvero le scenografie costruite per le feste pubbliche (come quella del 1835 a Venezia, per l'incoronazione di Ferdinando I d'Austria).
Frattanto continuava a occuparsi di decorazioni per chiese e palazzi, nonché alla progettazione di giardini all'inglese. Si ispirò, in quest'ambito, a Giannantonio Selva e Giuseppe Jappelli, ideando spazi con montagnole, valli e laghetti su cui distribuiva chioschi, rustici, finte rovine e ponticelli. Suoi sono, tra gli altri, il giardino Revedin di Castelfranco Veneto e il parco della villa Cappello "Imperiale" di Galliera Veneta; ma la sua opera più significativa furono senza dubbio i giardini Papadopoli di Venezia, progettati nel 1834-35, ampliati da Marco Quignon nel 1863 e in seguito quasi completamente distrutti per far posto al terminal di piazzale Roma.
Dal 1838 al 1854, anno in cui andò a riposo, fu titolare della cattedra di paesaggio all'Accademia di Belle Arti.